# Europees kampioenschap voetbal 2020 (Groep D) Kroatië - Tsjechië
Dit artikel gaat over de wedstrijd in de groepsfase in groep D tussen Kroatië en Tsjechië die gespeeld werd op vrijdag 18 juni 2021 op Hampden Park te Glasgow tijdens het Europees kampioenschap voetbal 2020. Het duel was de twintigste wedstrijd van het toernooi.

## Voorafgaand aan de wedstrijd
- Kroatië stond bij aanvang van het toernooi op de veertiende plaats van de FIFA-wereldranglijst.[1] Negen Europese landen en EK-deelnemers stonden boven Kroatië op die lijst. Tsjechië was op de veertigste plaats terug te vinden.[2] Tsjechië kende 21 Europese landen en 20 EK-deelnemers met een hogere positie op die lijst.
- Kroatië en Tsjechië troffen elkaar voorafgaand aan deze wedstrijd al drie keer. Kroatië won eenmaal eerder, Tsjechië zegevierde nog nooit en twee keer eindigde het duel onbeslist, waaronder de wedstrijd in de groepsfase van het EK 2016 (2–2).
- Voor Kroatië was dit haar zesde deelname aan een EK-eindronde sinds haar onafhankelijkheid en de vijfde op rij. Op het EK 1996 en het EK 2008 bereikte Kroatië de kwartfinales. Tsjechië nam voor een zevende maal deel aan een EK-eindronde sinds haar onafhankelijkheid en wel op rij. De beste prestatie was de tweede plaats op het EK 1996.
- In de eerste speelronde van de EK-groepsfase verloor Kroatië met 1–0 van Engeland. Tsjechië pakte met een 2–0 zege de drie punten tegen Schotland.

## Wedstrijdgegevens[3]
| Datum                  | 18 juni 2021                                                                                              | 18 juni 2021                                                                                              |
| Aftrap                 | 18:00 uur                                                                                                 | 18:00 uur                                                                                                 |
| Wedstrijdnummer        | 20 | 20 |
| Stadion                | Hampden Park, Glasgow                                                                                     | Hampden Park, Glasgow                                                                                     |
| Toeschouwers           | 5.607 | 5.607 |
| Scheidsrechter         | Carlos del Cerro Grande                                                                                   | Carlos del Cerro Grande                                                                                   |
| Assistenten            | Juan Carlos Yuste Roberto Alonso Fernandez                                                                | Juan Carlos Yuste Roberto Alonso Fernandez                                                                |
| Vierde official        | Sandro Schärer                                                                                            | Sandro Schärer                                                                                            |
| Videoscheidsrechters   | Juan Martínez Munuera Marco Di Bello (assistent) Iñigo Prieto (assistent) Massimiliano Irrati (assistent) | Juan Martínez Munuera Marco Di Bello (assistent) Iñigo Prieto (assistent) Massimiliano Irrati (assistent) |
| Man van de wedstrijd   | Luka Modrić                                                                                               | Luka Modrić                                                                                               |
|                        | Kroatië                                                                                                   | Tsjechië                                                                                                  |
| Doelpunten             | 1 | 1 |
| Gele kaarten           | 1 | 3 |
| Rode kaarten           | 0 | 0 |
| Wissels                | 4 | 5 |
| Schoten op doel        | 2 | 1 |
| Schoten naast doel     | 6 | 7 |
| Overtredingen          | 16 | 7 |
| Hoekschoppen           | 7 | 12 |
| Buitenspel             | 1 | 2 |
| Passnauwkeurigheid (%) | 82 | 81 |
| Balbezit (%)           | 50 | 50 |

| Kroatië | 1 – 1          | Tsjechië |
| (Andrej Kramarić) Ivan Perišić 47' | goals (assist) | 37' (pen.) Patrik Schick |
| Zlatko Dalić | bondscoach     | Jaroslav Šilhavý |
| Dominik Livaković Šime Vrsaljko Dejan Lovren Domagoj Vida Joško Gvardiol Luka Modrić Mateo Kovačić 87' Ivan Perišić Andrej Kramarić 62' Josip Brekalo 46' Ante Rebić 46' | opstellingen   | Tomáš Vaclík Vladimír Coufal Tomáš Kalas Ondřej Čelůstka Jan Bořil 63' Tomáš Holeš ( 87') Tomáš Souček 63' Lukáš Masopust 87' Vladimír Darida 74' Jakub Jankto 74' Patrik Schick |
| Luka Ivanušec 46' Bruno Petković 46' Nikola Vlašić 62' Marcelo Brozović 87'                                                                                              | wissels        | 63' Adam Hložek 63' Alex Král 74' Petr Ševčík 74' Michael Krmenčík 87' Antonín Barák                                                                                             |
| Dejan Lovren 35' | gele kaarten   | 50' Lukáš Masopust 82' Jan Bořil 90+3' Adam Hložek |
| | rode kaarten   | |